# Munar
Munar – wieś w Rumunii, w okręgu Arad, w gminie Secusigiu. W 2011 roku liczyła 490 mieszkańców. 